# Бачу (Телеорман)
Бачу (рум. Baciu) — село у повіті Телеорман в Румунії. Входить до складу комуни Блежешть.
Село розташоване на відстані 53 км на захід від Бухареста, 41 км на північ від Александрії, 129 км на схід від Крайови, 147 км на південь від Брашова.

## Населення
За даними перепису населення 2002 року у селі проживала 1201 особа, усі — румуни. Усі жителі села рідною мовою назвали румунську.